# Östra Vemmenhögs församling
Östra Vemmenhögs församling var en församling i Lunds stift och i Skurups kommun. Församlingen uppgick 2002 i Skivarps församling.

## Administrativ historik
Församlingen har medeltida ursprung. 
Församlingen var till 1962 moderförsamling i pastoratet Östra Vemmenhög och Västra Vemmenhög som från 1 maj 1929 även omfattade Tullstorps församling och Svenstorps församling. Från 1962 till 2002 annexförsamling i pastoratet Skivarp, Västra Nöbbelöv, Östra Vemmenhög, Västra Vemmenhög och Svenstorp. Församlingen uppgick 2002 i Skivarps församling.

## Kyrkor
- Östra Vemmenhögs kyrka